# Saint-Rémy-du-Val
Saint-Rémy-du-Val – miejscowość i gmina we Francji, w regionie Kraj Loary, w departamencie Sarthe.
Według danych na rok 1990 gminę zamieszkiwało 507 osób, a gęstość zaludnienia wynosiła 31 osób/km² (wśród 1504 gmin Kraju Loary Saint-Rémy-du-Val plasuje się na 838. miejscu pod względem liczby ludności, natomiast pod względem powierzchni na miejscu 721.).